# Steve Schirripa
Steven R. "Steve" Schirripa (3 de septiembre de 1957) es un actor estadounidense, conocido por interpretar a Bobby Baccalieri en la serie Los Soprano y al investigador Anthony Abetemarco en la serie Blue Bloods.

## Biografía

### Primeros años
Schirripa nació en Brooklyn, Nueva York. Su padre, Ralph Schirripa, era de ascendencia italiana. Sus abuelos, Ilario Schirripa y Maria Capacci, provenían de Riace, Calabria. Su madre, Lorraine Schirripa (Bernstein, de soltera), era de origen judío. Schirripa creció en un hogar de bajos ingresos con cuatro hermanos y se graduó en el Brooklyn College.

### Carrera
Mientras trabajaba en Las Vegas consiguió un papel como extra en Casino de Martin Scorsese. Interpretó a un cliente del bar en la famosa escena donde el personaje de Joe Pesci apuñala a un hombre con una lapicera. Después de decidir que quería ser actor, Schirripa consiguió pequeños papeles en películas como The Runner (1999) y Joe Dirt (2001). Su gran papel llegó en 2000, en la serie de HBO Los Soprano, en la que interpretó al mafioso Bobby Baccalieri durante cinco temporadas.
Además ha trabajado en televisión, en numerosas series como Angel, Casino Cinema, Star Trek: Enterprise, Hollywood Squares, Joey, Law & Order, My Wife and Kids, Ed, Jeopardy!, George Lopez Show, Tim and Eric Awesome Show, Great Job! y The King of Queens. También apareció en shows de juegos como Million Dollar Password y Pyramid, en este último ayudó a uno de los concursantes a ganar diez mil dólares.
Desde 2008 interpretó el papel de Leo Boykewich en la serie The Secret Life of the American Teenager y desde 2015 el del detective Anthony Abetemarco, un investigador que trabaja con la ayudante del fiscal de distrito Erin Reagan en la serie Blue Bloods de la CBS.

### Vida privada
Steve Schirripa vive en la ciudad de Nueva York junto a su esposa Laura Schirripa y sus dos hijas, Bria y Ciara.
Aunque nunca perteneció a la mafia, Schirripa se codeó con gente "conectada", y se familiarizó con el estilo gánster. Antes de dedicarse a la actuación, trabajó en Las Vegas Strip, en el Riviera como director de espectáculos. Continúa trabajando para el casino como asesor.